# Marina Trandenkova
Marina Trandenkova (Riga, Letonia, 7 de enero de 1967) es una atleta rusa de origen letón retirada, especializada en la prueba de 4 x 100 m en la que, representando al Equipo Unificado, llegó a ser subcampeona olímpica en 1992.

## Carrera deportiva
En los JJ. OO. de Barcelona 1992 ganó la medalla de plata en los relevos 4 x 100 metros, con un tiempo de 42.16 segundos, tras Estados Unidos y por delante de Nigeria, siendo sus compañeras de equipo: Olga Bogoslovskaya, Galina Malchugina y Irina Privalova.
Dos años después, en el Campeonato Europeo de Atletismo de 1994 ganó la plata en la misma prueba, con un tiempo de 42.96 segundos, llegando a meta tras Alemania y por delante de Bulgaria.